# Лінія 3 (Паризький метрополітен)
Лінія 3 (фр. Ligne 3) — лінія Паризького метрополітену. Була відкрита в 1904 році. На 2020-і сполучає комуни Леваллуа-Перре і Баньоле. Її довжина — 11,66 км.

## Історія
- 19 жовтня 1904: відкриття дільниці «Вільє» — «Пер-Лашез».
- 25 січня 1905: лінія була продовжена на схід від станції «Пер-Лашез» до станції «Гамбетта».
- 23 травня 1910: лінія була продовжена на захід від станції «Вільє» до станції «Перер».
- 15 лютого 1911: лінія була продовжена на захід від станції «Перер» до станції «Порт-де-Шанперре».
- 27 листопада 1921: лінія була продовжена на північний схід від станції «Гамбетта» до станції «Порт-де-Ліла».
- 24 вересня 1937: лінія була продовжена на захід від станції «Порт-де-Шанперре» до станції «Пон-де-Левалюа — Бекон».
- 23 серпня 1969: відкрито нову залу станції «Гамбетта».
- 23 березня 1971: дільниця «Гамбетта» — «Порт-де-Ліла» виокремлена в самостійну лінію 3bis.
- 2 квітня 1971: лінія була продовжена на схід від станції «Гамбетта» до станції «Гальєні».

## Станції

| Назва Мовою оригіналу                            | Комуна         | Дата відкриття    | Пересадки                     | Примітки                                                                          |
| ------------------------------------------------ | -------------- | ----------------- | ----------------------------- | --------------------------------------------------------------------------------- |
| Пон-де-Левалуа — Бекон Pont de Levallois — Bécon | Леваллуа-Перре | 24 вересня 1937   |                               |                                                                                   |
| Анатоль Франс Anatole France                     | Леваллуа-Перре | 24 вересня 1937   |                               | На честь Анатоля Франса                                                           |
| Луїз Мішель Louise Michel                        | Леваллуа-Перре | 24 вересня 1937   |                               | На честь Луїзи Мішель; до 1946 року мала назву «Вальє»                            |
| Порт-де-Шанперре Porte de Champerret             | XVII           | 15 лютого 1911    |                               |                                                                                   |
| Перейр Pereire                                   | XVII           | 23 травня 1910    | (RER) · (C) · [T] · [L]       |                                                                                   |
| Ваграм Wagram                                    | XVII           | 23 травня 1910    |                               | На честь Ваграмської битви                                                        |
| Мальзерб Malesherbes                             | XVII           | 23 травня 1910    |                               | На честь Гійома де Мальзерба                                                      |
| Вільє Villiers                                   | VIII, XVII     | 19 жовтня 1904    | (М) · (2)                     |                                                                                   |
| Ероп Europe                                      | VIII           | 19 жовтня 1904    |                               | На честь Європи                                                                   |
| Сен-Лазар Saint-Lazare                           | VIII           | 19 жовтня 1904    | TER Haute-Normandie           |                                                                                   |
| Гавр — Комартен Havre — Caumartin                | ІХ             | 19 жовтня 1904    | (М) · (9) · (RER) · (A)       | На честь міста Гавр та президента гільдії купців Антуана-Луї Лефевра де Комартена |
| Опера Opéra                                      | ІІ, ІХ         | 19 жовтня 1904    | (М) · (7) · (8) · (RER) · (A) | Поблизу Опера Гарньє                                                              |
| Катр-Септамбр Quatre-Septembre                   | ІІ             | 3 листопада 1904  |                               | На честь проголошення Третьої Республіки 4 вересня 1870 року                      |
| Бурс Bourse                                      | ІІ             | 19 жовтня 1904    |                               | Біля Паризької біржі                                                              |
| Сантьє Sentier                                   | ІІ             | 20 листопада 1904 |                               |                                                                                   |
| Реомюр — Себастополь Réaumur — Sébastopol        | ІІ, ІІІ        | 19 жовтня 1904    | (М) · (4)                     | На честь Рене Антуана Реомюра та оборони Севастополя                              |
| Арз-е-Метьє Arts et Métiers                      | ІІІ            | 19 жовтня 1904    | (М) · (11)                    | На честь Музею мистецтв та ремесел                                                |
| Тампль Temple                                    | ІІІ            | 19 жовтня 1904    |                               | На місці замку Тампль                                                             |
| Репюблік République                              | ІІІ, Х, ХІ     | 19 жовтня 1904    | (М) · (5) · (8) · (9) · (11)  | На площі Республіки                                                               |
| Пармантьє Parmentier                             | ХІ             | 19 жовтня 1904    |                               | На честь Антуана-Огюста Пармантьє                                                 |
| Рю Сен-Мор Rue Saint-Maur                        | ХІ             | 19 жовтня 1904    |                               |                                                                                   |
| Пер-Лашез Père Lachaise                          | ХІ, ХХ         | 19 жовтня 1904    | (М) · (2)                     | Поблизу цвинтаря Пер-Лашез                                                        |
| Гамбетта Gambetta                                | ХХ             | 25 січня 1905     | (М) · (3bis)                  | На честь Леона Гамбетта                                                           |
| Порт-де-Баньоле Porte de Bagnolet                | ХХ             | 2 квітня 1971     |                               |                                                                                   |
| Гальєні Gallieni                                 | Баньоле        | 2 квітня 1971     |                               | На честь Жозефа Сімона Гальєні                                                    |